# Consistórios de Pio XI
Em 16 anos, o Papa Pio XI (r. 1922-1939) criou 76 cardeais em 17 consistórios. Embora tenha criado 18 cardeais em um só consistório em 1935, normalmente criou muito poucos cardeais ao mesmo tempo, mantendo consistentes pequenos e freqüentes, alguns deles com menos de seis meses de diferença. Pio XI realizou um consistório em 1929 para criar apenas um cardeal e criou apenas dois em oito ocasiões.
De suas nomeações para o Colégio dos Cardeais, 43 eram italianos. Ele parecia se esforçar para manter um equilíbrio entre italianos e não-italianos e dois de seus consistórios produziram uma divisão igual entre os dois grupos, em março de 1924 e dezembro de 1927. Os não-italianos formaram a maioria do Colégio por vários meses. em 1925 e novamente de 1928 a 1933. Esse equilíbrio refletia preocupações sobre a independência da Santa Sé e da Itália durante o papado de Bento XVI, e sua nova relação estabelecida com o Tratado de Latrão em 1929.
Na sua maior durante o seu papado, em dezembro de 1935, o Colégio tinha 68 membros, dois com o tamanho máximo de 70 estabelecido pelo Papa Sisto V em 1586. Em 1927 ele aceitou a renúncia de um cardeal, a única a ocorrer no século XX. Os cardeais que ele criou incluíram um futuro papa, Pio XII.

## 11 de dezembrode1922
Pio criou oito cardeais em seu primeiro consistório, dos quais seis participaram. Reig, arcebispo de Toledo, recebeu seu chapéu vermelho do rei da Espanha, e Locatelli, núncio papal em Portugal, do presidente da República Portuguesa. No caso de Reig y Casanova, um viúvo, Pio ignorou a regra estabelecida em 1585 pelo Papa Sisto V que ninguém que havia sido casado poderia ser feito cardeal. O Padre Ehrle, um jesuíta que havia servido como arquivista do Vaticano por vários anos, inicialmente recusou a honra, mas cedeu depois de uma reunião privada com Pio.
1. Achille Locatelli (1856-1935)
2. Giovanni Bonzano, PIME (1867-1927)
3. Enrique Reig y Casanova (1858-1927)
4. Alexis-Armand Charost (1860–1930)
5. Eugenio Tosi, O.Ss.C.A. (1864-1929)
6. Stanislas Touchet (1842-1926)
7. Giuseppe Mori (1850-1934)
8. Franz Ehrle, S.J. (1845-1934)

## 23 de maiode1923
Pio acrescentou dois cardeais italianos em 23 de maio de 1923.
1. Giovanni Nasalli Rocca di Corneliano (1872 a 1952)
2. Luigi Sincero (1870-1936)

## 20 de dezembrode1923
Pio criou dois cardeais italianos em 20 de dezembro de 1923, ambos funcionários de longa data na Cúria Romana .
1. Evaristo Lucidi (1866-1929)
2. Aurelio Galli (1866-1929)

## 24 de marçode1924
Pio nomeou um par de cardeais arcebispos americanos em 24 de março de 1924. Isso levou os membros do Colégio dos Cardeais a um total de 66, 33 italianos e 33 não italianos: sete franceses, sete alemães, quatro americanos, quatro espanhóis dois ingleses, dois poloneses e um de belga, húngaro, irlandês, português, brasileiro, holandês e canadense.
1. George William Mundelein (1872-1939)
2. Patrick Joseph Hayes (1867-1938)

## 30 de marçode1925
Pio nomeou um par de cardeais arcebispos espanhóis em 30 de março de 1925. Ambos receberam seus birettas vermelhos em Madri do rei Afonso em uma cerimônia que incluiu um discurso do rei em latim.
O consistório anterior deixou o Colégio com 33 italianos e 33 não italianos. As mortes do irlandês Michael Logue em 19 de novembro e do italiano Oreste Giorgi em 24 de dezembro mantiveram esse equilíbrio. Este consistório deu aos não italianos uma maioria de 34 a 32.
1. Eustaquio Ilundain y Esteban (1862-1937)
2. Vicente Casanova y Marzol (1854-1930)

## 14 de dezembrode1925
Pio nomeou quatro cardeais em 14 de dezembro de 1925, três italianos (dois diplomatas e um oficial da cúria) e um arcebispo irlandês. Ele fez uma exceção ao Código de Direito Canônico de 1917, que proibia os cardeais de estarem intimamente relacionados uns com os outros. O novo cardeal Enrico Gasparri era sobrinho do cardeal secretário de Estado Pietro Gasparri . 
O consistório anterior havia deixado os não-italianos com uma maioria de 34 a 32 anos que havia caído em um com a morte do canadense Louis-Nazaire Bégin em 18 de julho de 1925. Esse consistório restaurou a maioria italiana novamente.
1. Bonaventura Cerretti (1872–1933)
2. Enrico Gasparri (1871-1946)
3. Patrick O'Donnell (1856-1927)
4. Alessandro Verde (1865-1958)

## 21 de junhode1926
Pio nomeou dois novos cardeais em 21 de junho de 1926, ambos funcionários da Cúria italiana.
1. Luigi Capotosti (1863-1938)
2. Carlo Perosi (1868-1930)

## 20 de dezembrode1926
Em 6 de dezembro de 1926, Pio anunciou que criaria dois cardeais em um consistório em 20 de dezembro. Ambos eram italianos, um o bispo de Turim e o outro um núncio papal.
1. Lorenzo Lauri (1864-1941)
2. Giuseppe Gamba (1857-1929)

## 20 de junhode1927
Em 2 de maio de 1927, Pio anunciou que criaria dois cardeais em um consistório em 20 de junho. Ambos eram arcebispos, um belga e um polonês.
1. Jozef-Ernest van Roey (1874-1961)
2. August Hlond, S.D.B. (1881–1948)

## 19 de dezembrode1927
Nesse consistório, Pio 11 anunciou que aceitara a renúncia do teólogo jesuíta francês Louis Billot, do Colégio Cardinalício , como relatado em setembro. Foi a única renúncia do Colégio no século XX. Papa Pio X nomeou-o cardeal em 1911.
Com a criação de cinco cardeais não italianos neste consistório, o Colégio novamente alcançou um equilíbrio numérico com 33 italianos e 33 não italianos.
1. Alexis Lépicier, O.S.M. (1863-1936)
2. Felix-Raymond-Marie Rouleau, O.P. (1866-1931)
3. Pedro Segura y Sáenz (1880–1957)
4. Charles Binet (1869-1936)
5. Jusztinián György Serédi, O.S.B. (1884-1945)

## 15 de julhode1929
As mortes de vários italianos alteraram o equilíbrio no Colégio em 31 de março de 1929 para 26 italianos e 33 não italianos. Havia rumores de que Pio nomearia mais não-italianos quando a Santa Sé chegasse a um acordo com o governo da Itália sobre o status legal do Estado da Cidade do Vaticano. Pio nomeou Alfredo Schuster, um italiano de herança germano-suíça, arcebispo de Milão e fez dele cardeal em 15 de julho de 1929.
1. Alfredo Ildefonso Schuster, O.S.B. (1880–1954)

## 16 de dezembrode1929
Antes deste consistório, o correspondente do New York Times Arnaldo Coresi especulou se Pio iria restaurar uma maioria italiana no Colégio de Cardeais em deferência à sensibilidade italiana após a ratificação do Tratado de Latrão entre a Itália e a Santa Sé no início do ano em que a eleição de um papa não italiano pode perturbar. O argumento contrário era que criar uma maioria não-italiana no Colégio demonstraria a independência papal e acalmaria o receio de que o Tratado desse à Itália influência indevida nos assuntos da Igreja. Pio dividiu suas nomeações uniformemente: três da Itália e um da França, Irlanda e Portugal. O consistório deixou os italianos em minoria, com 30 dos 63 membros.
1. Manuel Gonçalves Cerejeira (1888-1977)
2. Eugenio Pacelli (1876–1958), Núncio Apostólico na Alemanha e na Prússia - Futuro Papa Pio XII eleito no Conclave de 1939
3. Luigi Lavitrano (1874-1950)
4. Carlo Minoretti (1861-1938)
5. Joseph MacRory (1861-1945)
6. Jean Verdier, P.S.S. (1864-1940)

## 30 de junhode1930
Neste consistório, Pioz fez três oficiais italianos da Cúria Romana , um arcebispo brasileiro, e um cardeal bispo francês. Deixou o Colégio equilibrado entre 31 italianos e 32 não italianos.
1. Sebastião Leme da Silveira Cintra (1882–1942)
2. Francesco Marchetti Selvaggiani (1871–1951)
3. Raffaele Carlo Rossi, O.C.D. (1876–1948)
4. Giulio Serafini (1867-1938)
5. Achille Liénart (1884–1973)

## 13 de marçode1933
Depois de criar cardeais em treze consistórios em menos de oito anos, Pio esperou mais que nunca para realizar seu próximo consistório em março de 1933, mais de dois anos e oito meses. Ele, no entanto, trouxe os membros do Colégio de 52 para apenas 58, nomeando seis cardeais: quatro italianos, um austríaco e um canadense. Isso deu aos italianos uma maioria na faculdade pela primeira vez em vários anos. Pius anunciou que estava fazendo mais dois cardeais como prelado, mas reteve seus nomes, o que a imprensa especulou que significava que eles eram muito importantes em seus atuais cargos para serem transferidos de posições normalmente não ocupadas por um cardeal.
1. Angelo Dolci (1867-1939)
2. Pietro Fumasoni Biondi (1872-1960)
3. Maurilio Fossati (1876–1965)
4. Jean-Marie-Rodrigue Villeneuve, O.M.I. (1883-1947)
5. Elia Dalla Costa (1872–1961)
6. Theodor Innitzer (1875 a 1955)

### In pectore
1. Federico Tedeschini (1873-1959), criado In pectore, anunciou 16 de dezembro de 1935[30][31]
2. Carlo Salotti (1870–1947), criado In pectore, anunciou 16 de dezembro de 1935[30]

## 16 de dezembrode1935
Em 21 de novembro de 1935, o Papa Pio nomeou 18 prelados que planejava fazer cardeais em um consistório em 16 de dezembro. Treze eram italianos e cinco vieram de outros países. Um deles foi o primeiro patriarca do Rito Oriental a entrar no Colégio desde 1895. Foi o primeiro consistório a criar até 18 cardeais desde que Pio X o fez em 1911 . Pio também revelou os nomes de dois que acrescentou em segredo em 1933. Quatro dos novos cardeais, núncios papais incapazes de participar da cerimônia, participaram da próxima recepção de novos cardeais em junho de 1936.Como foi tradicional para o núncio apostólico na Espanha, Tedeschino, criado em pectoreno consistório anterior, recebeu seu biretta vermelho do presidente espanhol Alcalá Zaomora, chefe de "uma das nações mais oficialmente anticlericais do mundo". Com este consistório, o Colégio cresceu para 68 membros, 37 deles italianos.
1. Ignatius Gabriel I Tappouni (1879–1968)
2. Enrico Sibilia (1861-1948)
3. Francesco Marmaggi (1870-1949)
4. Luigi Maglione (1877-1944)
5. Carlo Cremonesi (1866-1943)
6. Alfred-Henri-Marie Baudrillart, C.O. (1859-1942)
7. Emmanuel Célestin Suhard (1874-1949)
8. Karel Kašpar (1870-1941)
9. Santiago Copello (1880-1967)
10. Isidro Goma y Tomas (1869-1940)
11. Camillo Caccia Dominioni (1877–1946)
12. Nicola Canali (1874-1961)
13. Domenico Jorio (1867-1954)
14. Vincenzo Lapuma (1874-1943)
15. Federico Cattani Amadori (1856-1943)
16. Massimo Massimi (1877–1954)
17. Domenico Mariani (1863-1939)
18. Pedro Boetto, S.J. (1871-1946)

### RevelaçãoIn pecture
1. Federico Tedeschini (1873-1959) em pectore 13 de março de 1933
2. Carlo Salotti (1870–1947) em pectore 13 de março de 1933

## 15 de junhode1936
Ambos os novos cardeais haviam passado anos em vários cargos na Biblioteca do Vaticano, onde o próprio Pio havia trabalhado no início de sua carreira.
1. Giovanni Mercati (1866-1957)
2. Eugène Tisserant (1884-1972)

## 13 de dezembrode1937
A saúde de Pio tinha sido tão ruim que em 21 de dezembro de 1936 a revista semanal Life publicou uma foto dos 66 cardeais que viviam com o conselho: "Desconsidere os não-italianos e os velhos: em algum lugar entre os outros está o rosto do próximo papa. " " Um ano depois, Pio lembrou aos reunidos em um consistório realizado em dezembro de 1937 que poderia ser o último. Com a nomeação de 3 italianos e 2 não-italianos em seu último consistório, Pio aumentou os italianos para 39 dos 60 membros do Colégio dos Cardeais.
1. Adeodato Giovanni Piazza, O.C.D. (1884–1957)
2. Ermenegildo Pellegrinetti (1876-1943)
3. Arthur Hinsley (1865-1943)
4. Giuseppe Pizzardo (1877-1970)
5. Pierre-Marie Gerlier (1880–1965)